# 133280 Bryleen
133280 Bryleen este un asteroid din centura principală de asteroizi.

## Descriere
133280 Bryleen este un asteroid din centura principală de asteroizi. A fost descoperit pe 18 septembrie 2003 la Wrightwood de James Whitney Young. Asteroidul prezintă o orbită caracterizată de o semiaxă mare de 3,02 ua, o excentricitate de 0,20 și o înclinație de 7,7° în raport cu ecliptica.